# Niestetal
Niestetal (letteralmente: «valle della Nieste») è un comune tedesco di 11 434 abitanti, situato nel land dell'Assia.
Non esiste alcun centro abitato con tale denominazione; si tratta pertanto di un comune sparso.